# Hans Wenking
Hans Wenking (* 18. August 1923 in Münster; † 19. Juni 2007 in Buchholz) war ein deutscher Physiker und Erfinder. Er leistete wesentliche Beiträge zur Instrumentierung in der Biokybernetik und der Elektrochemie, insbesondere den nach ihm benannten Wenking-Potentiostat.

## Leben und Werk
Nach seinem Physikstudium in Göttingen arbeitete Wenking ab 1952 am dortigen Max-Planck-Institut für physikalische Chemie (heute: Max-Planck-Institut für biophysikalische Chemie) bei Karl Friedrich Bonhoeffer. Dieser beauftragte ihn 1954 mit der Entwicklung und dem Bau eines neuartigen Potentiostaten. Basierend auf einem bereits 1952 von ihm entwickelten Röhrenverstärker für Oszillographen entwickelte und realisierte Wenking den ersten elektronischen Potentiostat. Seine Leistungsfähigkeit war bereits 1955 in der Fachwelt anerkannt.
Bis 1957 wurden Wenkings Potentiostate nur in Göttingen verwendet. Anschließend begann er gemeinsam mit einem Arbeitskollegen, dem Elektroniker Gerhard Bank, Potentiostaten auch zur kommerziellen Vermarktung zu bauen. Das hierzu gegründete, seit 1959 unter dem Namen Gerhard Bank Elektronik firmierende Unternehmen existiert unter dem Namen Bank Elektronik - Intelligent Controls GmbH noch heute (Stand: 2015). Trotz ähnlicher technischer Entwicklung zu etwa derselben Zeit in anderen Ländern erlangte Wenkings Potentiostat unter anderem in den USA die Marktführerschaft.
Im Jahr 1958 gründete er mit dem Biologen Bernhard Hassenstein und dem Physiker und Biologen Werner Reichardt die dreiköpfige, weltweit erste Forschungsgruppe für Kybernetik am damaligen Max-Planck-Institut für Biologie in Tübingen, für die er Apparate zur Untersuchung der Bewegung und des Sehvermögens von Insekten entwickelte. Aus dieser Gruppe entstand schließlich das Max-Planck-Institut für biologische Kybernetik. Zu etwa derselben Zeit arbeitete Wenking auch für das Unternehmen Carl Zeiss in Göttingen, für das er ebenfalls Instrumente entwickelte.
Wenking schrieb praktisch keine wissenschaftlichen Veröffentlichungen, aber sein Potentiostat wurde ein Standardinstrument der Elektrochemie. Er brachte einen wesentlichen Schub für die Untersuchung der Kinetik elektrochemischer Prozesse wie Korrosion, Elektrolyse und elektrochemischer Passivierung. Wenking-Potentiostaten sind noch über 50 Jahre nach Wenkings Erfindung in der Elektrochemie weitverbreitet.